# Епітома
Епіто́ма (грец. ἐπιτομή, epitomé — уривок, витяг) — скорочений виклад великого наукового чи літературного твору. Значні витяги дають змогу швидко орієнтуватися, особливо в наукових працях.
Багато творів часів Давніх Греції та Риму дійшли до наших часів у вигляді епітом, висліду творчості пізніших авторів-епітоматерів.
Приклади:
- Твір Помпея Трога «Філіпова історія» («Historiae Philippicae»), створений в часи римського імператора Августа, не дійшов до наших часів у повному обсязі, проте його зміст зберігся у вигляді досить розлогої епітоми, що її створив у II чи III ст. н. е. Марк Юніан Юстин.
- «Епітоми Тита Лівія», що їх склав у ІІ ст. н. е. Луцій Анней Флор, дають змогу відтворити суть втрачених книг «Історії від заснування міста» («Ab urbe condita») Тита Лівія (107 книг із 142).
- Епітоми втраченої IV книги «Бібліотеки» Псевдо-Аполлодора.